# Nick Gage
Pour les articles homonymes, voir Gage.
Nick Gage, de son vrai nom Nick Wilson, est un catcheur américain de la Combat Zone Wrestling (CZW), fédération de catch hardcore.
Gage gagnera le CZW Ironman Title, qu'il défendra dans des combats très brutaux contre LOBO, Nick Mondo et Mad Man Pondo. Son match le plus mémorable reste celui contre Wifebeater dans un 200 Light Tubes Death Match. En 2003, il formera une équipe avec Hatred, et ils rentreront tous deux en feud avec toutes les autres équipes de la fédération, faisant des Tables Match, Cage Match, Dog Collar Match, et aussi un 200 Light Tubes Death Match.

## Biographie

### Combat Zone Wrestling (1999–2010)
Nick Gage a commencé sa carrière à la Combat Zone Wrestling en 1999, dans l'équipe des H8 Club. Plus tard, il fera équipe avec Nate Hatred et enfin il gagnera le CZW World Tag Team Championship avec John Zandig.
Lors du show CZW du 7 novembre 2010, il remporte le CWZ Ultraviolent Underground Championship contre Adam Polak. Il gagne le même soir contre Jon Ryan. Il gagne aussi, toujours dans la même soirée, le 1er TOD vs GOREFEST Championship en battant Masada.
Lors du pay-per-view Cage of the Death XII, il perd son titre CZW Ultraviolent Underground Championship contre Yuko Miyamoto.

## Palmarès et récompenses
- Absolute Intense Wrestling
  - 1 fois AIW Absolute Champion

- Big Japan Pro Wrestling
  - 1 fois BJW Tag Team Champion avec Zandig en 2000[4]

- Combat Zone Wrestling
  - 3 fois CZW World Heavyweight Champion en 1999 (2) et 2007[5]
  - 2 fois CZW Iron Man Champion en 2000 et en 2001[6]
  - 5 fois CZW World Tag Team Champion avec Zandig (1) en 1999, Nate Hatred (3) en 2001, 2002 et 2004 et Justice Pain (1) en 2005[7]
  - 2 fois CZW Ultraviolent Underground Champion en 2006 et en 2010
  - 1 fois CZW Death Match Champion en 2003[8]
  - 2 fois CZW Interpromotional Hardcore Champion en 1999 et 2000[9]
  - 1 fois CZW TOD vs GOREFEST Champion en 2010 (actuellement)
  - Vainqueur du CZW Tournament of Death V en 2006[10]

- Game Changer Wrestling
  - 2 fois GCW World Champion
  - Tournament of Survival II (2017)
  - Nick Gage Invitational Ultraviolent Tournament 4 (2019)

- Horror Slam Wrestling
  - 1 fois Horror Slam Deathmatch Champion

- Independent Pro Wrestling
  - 1 fois IPW Tag Team Champion avec Zandig en 2000[11]

- Independent Wrestling Association Mid-South
  - 1 fois IWA Mid-South Strong Style Champion en 2008[12]

- Jersey All Pro Wrestling
  - 1 fois JAPW Tag Team Champion avec Necro Butcher

- On Point Wrestling
  - 1 fois OPW Heavyweight Champion

## Récompenses des magazines
- Pro Wrestling Illustrated

| Année | 2002 | 2003 à 2005 | 2006 | 2007 à 2008 | 2009 | 2010 | 2011 à 2017 | 2018 | 2019 | 2020 | 2021 | 2022 | 2023 |
| ----- | ---- | ----------- | ---- | ----------- | ---- | ---- | ----------- | ---- | ---- | ---- | ---- | ---- | ---- |
| Rang  | 313  | Non classé  | 405  | Non classé  | 217  | 284  | Non classé  | 388  | 398  | 67   | 61   | 112  | 175  |